# Cerotainia gerulewiczii
Cerotainia gerulewiczii là một loài ruồi trong họ Asilidae. Cerotainia gerulewiczii được Kaletta miêu tả năm 1986. Loài này phân bố ở vùng Tân nhiệt đới.